# Стоматозухиды
Стоматозухиды (лат. Stomatosuchidae) — семейство вымерших крокодиломорф. Определяется как наиболее инклюзивная клада, включающая Stomatosuchus inermis, но не Notosuchus terrestris, Simosuchus clarki, Araripesuchus gomesii, Baurusuchus pachecoi, Peirosaurus torminni или Crocodylus niloticus. К стоматозухидам относятся как минимум два рода: Stomatosuchus (типовой род) и Laganosuchus. Окаменелости были найдены в Египте, Марокко и Нигере. Оба рода жили во время сеноманского века позднемеловой эпохи.

## Описание

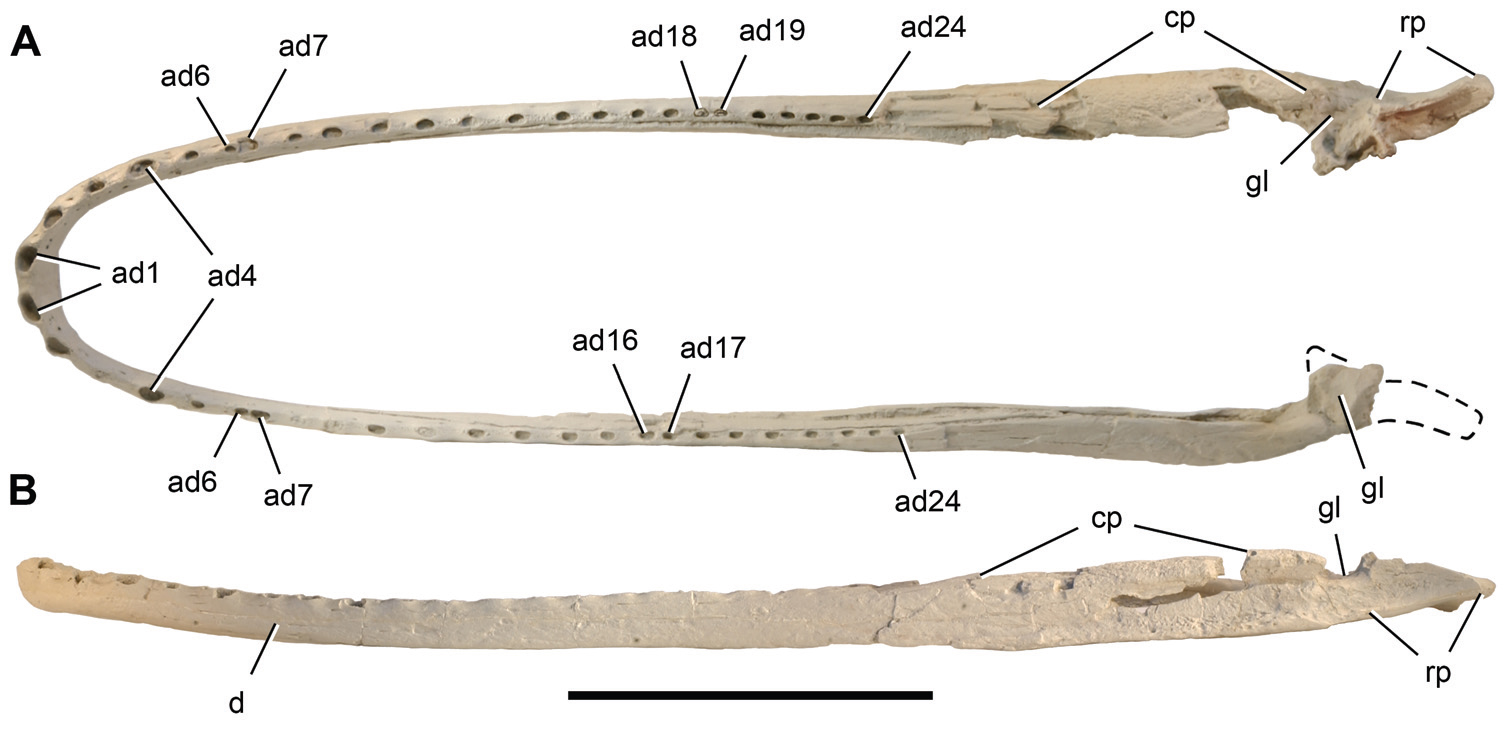
Нижняя челюсть Laganosuchus thaumastos

Животные имели необычно уплощённые, вытянутые черепа в форме клюва утки с U-образными челюстями. Такое строение схоже с анатомией черепа Mourasuchus, который не является близким родственником стоматозухид, так как представляет собой более позднего аллигатора, существовавшего в миоцене.
В отличие от Mourasuchus, у стоматозухид челюсти менее изогнуты. Кроме того, глазная впадина на заднем конце челюсти округлая, а не чашеобразная, а замыкающий отросток прямой, а не изогнутый дорсально, как у Mourasuchus и ныне живущих крокодилов.

## Классификация
Единственные сохранившиеся образцы представителей семейства относятся к недавно описанному роду Laganosuchus Sereno & Larsson, 2009, который представлен двумя видами: L. thaumastos Sereno & Larsson, 2009 и  L. maghrebensis Sereno & Larsson, 2009, найденными в Нигере и Марокко соответственно. Род Stomatosuchus Stromer, 1925 известен только по уничтоженному в ходе бомбардировки Мюнхена голотипному черепу, найденному в формации Бахария в Египте. Поскольку стоматозух известен только по кратким описаниям Эрнста Штромера и Франца Нопчи (1926), а дополнительных материалов так и не было найдено, этот род остаётся загадкой.
Предполагалось, что известный по фрагментарным остаткам Chiayusuchus Bohlin, 1953 из Синьцзяна (Китай) может относиться к стоматозухидам, однако он отличается от представителей семейства по строению зубов. Кроме того, ранее род Aegyptosuchus Stromer, 1933 считался возможным представителем стоматозухид, но теперь он выделен в отдельное семейство египтозухид (Aegyptosuchidae).